# Zagórzyn (województwo zachodniopomorskie)
Zagórzyn (do 1945 niem. Voßhagen) – wieś w Polsce położona w województwie zachodniopomorskim, w powiecie sławieńskim, w gminie Darłowo.
Według danych z 28 września 2009 roku wieś miała 69 stałych mieszkańców.
W latach 1975–1998 miejscowość położona była w województwie koszalińskim.